# Lafitte-Vigordane
 Lafitte-Vigordane  là một xã thuộc tỉnh Haute-Garonne trong vùng Occitanie tây nam nước Pháp. Xã này nằm ở khu vực có độ cao trung bình 227 mét trên mực nước biển.